# It's Only Rock & Roll (Waylon Jennings)
It's Only Rock & Roll è il quarantaquattresimo album di Waylon Jennings, realizzato nell'aprile del 1983 dalla RCA Victor e prodotto dallo stesso Jennings e Randy Scruggs.

## Tracce
Lato A
1. It's Only Rock & Roll – 3:32 (Rodney Crowell)
2. Living Legends – 2:39 (Waylon Jennings)
3. Breakin' Down – 3:30 (Joe Rainey)
4. Let Her Do the Walking – 2:24 (Waylon Jennings)
5. Mental Revenge – 2:52 (Mel Tillis)

Lato B
1. Lucille (You Won't Do Your Daddy's Will) – 3:25 (Albert Collins, Richard Penniman)
2. Angel Eyes – 3:58 (Rodney Crowell)
3. No Middle Ground – 2:35 (Waylon Jennings, Gary Scruggs)
4. Love's Legalities – 4:07 (Michael Smotherman)
5. Medley:

## Musicisti
- Waylon Jennings - voce, chitarra
- Jerry Gropp - chitarra
- Gary Scruggs - chitarra
- Steve Scruggs - chitarra
- Ralph Mooney - steel guitar
- Floyd Domino - pianoforte
- Jerry Bridges - basso
- Richie Albright - batteria
- J.I. Allison - batteria
- Jessi Colter - accompagnamento vocale
- Marcia Beverly - accompagnamento vocale